# Pinus greggii
Espèce
Statut de conservation UICN

 VU B2ab(ii,iii,v) : Vulnérable
Pinus greggii est une espèce de conifères de la famille des Pinaceae.

## Liste des variétés
Selon Catalogue of Life (7 août 2014), World Checklist of Selected Plant Families (WCSP) (7 août 2014) et Tropicos (7 août 2014) :
- variété Pinus greggii var. australis Donahue & Lopez Upton (1999)
- variété Pinus greggii var. greggii

Selon The Plant List (7 août 2014) :
- variété Pinus greggii var. australis Donahue & Lopez Upton